# (64) Angelina
(64) Angelina es un asteroide perteneciente al cinturón de asteroides descubierto por Ernst Wilhelm Leberecht Tempel el 4 de marzo de 1861 desde el observatorio de Marsella, Francia.
Está nombrado por la estación astronómica Notre-Dame-des-Anges, cercana a Marsella, propiedad del barón Franz Xaver von Zach (1754-1832).

## Características orbitales
Angelina orbita a una distancia media del Sol de 2,681 ua, pudiendo acercarse hasta 2,342 ua. Tiene una inclinación orbital de 1,31° y una excentricidad de 0,1266. Emplea en completar una órbita alrededor del Sol 1604 días.